# بخش آستین تاون (شهرستان ماهونینگ، اوهایو)
بخش آستین تاون (به انگلیسی: Austintown Township) یک منطقهٔ مسکونی در ایالات متحده آمریکا است که در شهرستان ماهونینگ، اوهایو واقع شده‌است.
 بخش آستین تاون ۶۸٫۱ کیلومتر مربع مساحت و ۳۶٬۷۲۲ نفر جمعیت دارد و ۳۴۷ متر بالاتر از سطح دریا واقع شده‌است.